# 静岡市立観山中学校
静岡市立観山中学校（しずおかしりつ かんざんちゅうがっこう）は、静岡県静岡市葵区にある公立中学校。

## 特色
- 静岡駅から約4.5km北側の距離にあり、学校の周辺は田畑が広がり、住宅地はさらにその周辺に存在する。そのため、遠方から自転車通学する生徒が多い。学区は南北に細長い。
- ジャージの色は開校以来オレンジ色。

## 沿革

### 経緯
近隣の安東中学校、東中学校の生徒数増加の対策として開校。この付近には以前「静岡市立麻機中学校」が一時存在していたが1958年に閉校となった。そのため、麻機北地区の中学生は、最長6km以上離れた安東中学校まで通学することを余儀なくされていたが、観山中学校の開校により、通学距離が約2km短縮された。

### 年表
- 1978年 - 開校
- 1981年 - 校歌、校旗制定
- 1982年 - サッカー部が全国中学校サッカー大会で優勝。
- 1987年 - 創立10周年記念式典挙行
- 1989年 - 学校安全文部大臣学校賞受賞
- 1997年 - 創立20周年記念式典挙行

## 生徒会活動
- 明るいあいさつ（登校時のあいさつ活動など）
- きれいな学校（校内清掃強化など）
- きれいな歌声（合唱など）

## 部活動
| - サッカー部 - 野球部 - バレーボール部（男・女） - テニス部（男・女） - 卓球部（男・女） | - バスケットボール部（男・女） - ソフトボール部 - 水泳部 - 陸上部 - 剣道部 | - 柔道部 - 吹奏楽部 - 美術部 |

## 主な卒業生
- 加賀谷千保　柔道家

## アクセス
- しずてつジャストライン唐瀬線、上足洗線 唐瀬営業所バス停から徒歩約7分。

## 小学校区
- 静岡市立麻機小学校
- 静岡市立千代田東小学校（葵区西瀬名町1番以外、南沼上三丁目、南沼上の一部、上土一丁目・二丁目のそれぞれ一部、川合一丁目、古庄五丁目・六丁目を除く）
- 静岡市立城北小学校（葵区大岩、大岩四丁目、北安東三丁目・四丁目を除く）
- 静岡市立竜南小学校（葵区城北と竜南一～三丁目のみ）
- 静岡市立千代田小学校（葵区東千代田三丁目6番のみ）